# 帕尔奇内斯
帕尔奇内斯（義大利語：Parcines），是意大利波尔扎诺自治省的一个市镇。总面积55平方公里，人口3477人，人口密度63.2人/平方公里（2009年）。ISTAT代码为021062。